# 無礙解道
『無礙解道』（むげげどう、巴: Paṭisambhidā-magga、パティサンビダーマッガ）とは、パーリ仏典経蔵小部の第15経。
修行の体系を述べたものであり、伝承では『義釈』と共にサーリプッタ（舎利弗）の口伝集とされる。

## 構成
1. 大品（Mahā-vagga）
2. 倶存品（Yuganaddha-vagga）
3. 慧品（Paññā-vagga）

## 日本語訳
- 『南伝大蔵経』 大蔵出版
- 『小部経典』 第10巻、正田大観、Kindle 2015年